# Vinteråsen
Vinteråsen är ett kommunalt naturreservat i Örebro kommun. Det bildades år 2010, och består av ett flertal mindre områden nära Latorp och Vintrosa, totalt 83,4 ha.
Området ligger på den så kallade Latorpsplatån, som består av sedimentära bergarter från kambrium-ordovicium som är lagrade ovanpå urberget. Överst finns ett lager kalksten, vilket ger speciella förutsättningar för växtligheten.
Lövträd dominerar trädfloran. Man har funnit ett tiotal rödlistade sorter av kärlväxter och kryptogamer. Svampfloran är närmast unik för Sverige, till exempel flockig puderskivling, violettfotad puderskivling och många arter av fjällskivlingar.
I landskapet finns även spår efter människors verk i form av till exempel odlingsrösen och stengärdesgårdar.